# Badou Jassey
Badou Jassey (* um 1946; † 27. Mai 2011 in Banjul) war ein gambischer Fußballschiedsrichter.

## Leben
Jassey war zunächst ein Leichtathlet, der sich auf den 400-Meter-Lauf und 400-Meter-Staffellauf spezialisiert hatte. Er war Cricketspieler und auch selbst Fußballspieler, bevor er als Fußballschiedsrichter bekannt wurde. Er war mehrere Jahre lang CAF-Schiedsrichterausbilder und Schiedsrichter bei der FIFA. Er gehörte als Vorsitzender der Gambia Referee Association, dem Organisationskomitee der Gambia Football Association (GFA), an. Er leitete zwei Endrunden beim Afrika-Cup.
Er war als Stadtrat politisch tätig. Jassey starb 65-jährig im Mai 2011 im Royal Victoria Teaching Hospital (RVTH) in Banjul.

## Auszeichnungen und Ehrungen
Er wurde zum besten Schiedsrichter gewählt. Im Dezember 2012 wurde das Turnier Late Badou Jassey trophy ausgetragen.